# Кульбякин, Алексей Николаевич
Алексей Николаевич Кульбякин (1916—1945) — майор Рабоче-крестьянской Красной Армии, участник Великой Отечественной войны, Герой Советского Союза (1945).

## Биография
Алексей Кульбякин родился 1 июля 1916 года в селе Семёновка (ныне — Краснопартизанский район Саратовской области). После окончания десяти классов школы и Петровского ветеринарного техникума работал ветфельдшером. В 1937 году Кульбякин был призван на службу в Рабоче-крестьянскую Красную Армию. В 1941 году он окончил Иркутское военно-политическое училище, в 1943 году — Высшую офицерскую бронетанковую школу. С начала Великой Отечественной войны — на её фронтах. К январю [1945 год]а гвардии майор Алексей Кульбякин командовал 3-м батальоном 49-й гвардейской танковой бригады 1-го Белорусского фронта. Отличился во время освобождения Польши.
16 января 1945 года батальон Кульбякина, находясь в передовом отряде, продвинулся к Сохачеву и вошёл в город, перерезав путь отхода противнику из Варшавы. Успешно проведя эту операцию, в результате которой противник понёс большие потери, батальон Кульбякина двинулся через реку Бзура к Кутно и Иновроцлаву. 21 января 1945 года под Иновроцлавом танкисты Кульбякина успешно разгромили группу немецких войск, которые не успели переправиться через реку Нотец, уничтожив 12 танков, более 40 автомашин, несколько десятков солдат и офицеров противника, захватили 5 артиллерийских орудий, 17 пулемётов и большое количество других трофеев. 21 февраля 1945 года Кульбякин погиб в бою. Похоронен в польском городе Ходзеж.
Указом Президиума Верховного Совета СССР от 27 февраля 1945 года за "отвагу и мужество, проявленные при освобождении польских городов Сохачева и Иновроцлава, " гвардии майор Алексей Кульбякин был удостоен высокого звания Героя Советского Союза. Также был награждён орденами Ленина, Красного Знамени, Отечественной войны 1-й степени.